# Ciało
Ciało (internationale titel: Body) is een Poolse film uit 2015 onder regie van Małgorzata Szumowska. De film ging in première op 9 februari op het Internationaal filmfestival van Berlijn 2015 in de competitie voor de Gouden en Zilveren Beer.

## Verhaal
Janusz is een hardwerkende onderzoeksrechter die goed werk aflevert. Hij wordt geconfronteerd met zijn dochter Olga die aan anorexia lijdt na de dood van haar moeder. Om haar tegen zichzelf te beschermen, laat hij haar opsluiten in een psychiatrische instelling. Daar wordt ze begeleid door Anna, een therapeute die zelf met problemen kampt. Enkele jaren eerder is haar dochtertje overleden aan wiegendood en sindsdien sluit ze zich samen met haar hond op in haar zwaarbewaakt appartement waar ze contact heeft met geesten van de doden.

## Rolverdeling
| Acteur                         | Personage                 |
| ------------------------------ | ------------------------- |
| Janusz Gajos                   | Janusz, Onderzoeksrechter |
| Maja Ostaszewska               | Therapeute Anna           |
| Justyna Suwała                 | Olga                      |
| Ewa Dałkowska                  | Vriendin van Janusz       |
| Adam Woronowicz                | Arts                      |
| Tomasz Ziętek                  | Assistent van Janusz      |
| Małgorzata Hajewska-Krzystofik | Moeder overleden jongen   |
| Ewa Kolasińska                 | Verpleegster              |
| Roman Gancarczyk               | Begrafenisondernemer      |
| Władysław Kowalski             | Buurman                   |

## Prijzen en nominaties
| jaar | prijs                                   | categorie                          | genomineerde(n)      | uitslag  |
| ---- | --------------------------------------- | ---------------------------------- | -------------------- | -------- |
| 2015 | Internationaal filmfestival van Berlijn | Zilveren Beer voor beste regisseur | Małgorzata Szumowska | Gewonnen |